# Navanethem Pillay
Pour les articles homonymes, voir Pillay.
Navanethem Pillay dite Navi Pillay (née le 23 septembre 1941 à Durban, Afrique du Sud) est une avocate sud-africaine, ancienne militante contre la politique d'apartheid, première femme nommée à la Haute Cour d'Afrique du Sud en 1995 et haut-commissaire des Nations unies aux droits de l’homme entre 2008 et 2014.
Elle fut aussi parmi les 18 premiers juges nommés à la Cour pénale internationale (CPI) de 2003 à l'année de sa nomination aux Nations unies en 2008, ainsi que présidente du Tribunal pénal international pour le Rwanda (TPIR) de 1999 à 2002. 
Sa prise de fonction pour quatre ans comme Haut-Commissaire date du 1er septembre 2008. Elle est reconduite à ce poste en 2012 pour deux ans seulement, malgré les pressions exercées par les États-Unis auprès de l'ONU à cause de ses opinions sur le conflit israélo-palestinien.

## Origines
De nationalité sud-africaine, Navi Pillay est née dans une famille indienne pauvre, d'origine tamoule, vivant dans un quartier défavorisé de la banlieue de Durban, grande ville portuaire de la province du Natal. Elle a épousé en 1965 Gaby Pillay, un avocat sud-africain lui aussi d'origine indienne.

## Études et carrière
Grâce aux dons en provenance de la communauté indienne, elle effectue des études à l'université du Natal et obtient un BA en 1963 et un LLB en 1965. 
Après avoir épousé en janvier 1965 Gaby Pillay, un avocat, avec qui elle aura deux filles, Navanethem Pillay est devenue en 1967 la première femme à ouvrir un cabinet d'avocat dans la province du Natal. Elle déclara à ce propos n'avoir pas eu d'autre choix car aucun cabinet juridique ne l'aurait alors employée puisque indienne, il était inimaginable pour ses éventuels recruteurs de mettre à sa disposition des salariés blancs alors que la politique officielle du pays était l'établissement de l'apartheid entre les communautés raciales du pays. Ainsi, elle déclara qu'en tant qu'avocate de couleur, on ne lui aurait même pas permis d'entrer dans le bureau du juge. 
Pendant ses 28 ans comme avocate en Afrique du Sud, elle a défendu des activistes anti-apartheid, dénoncé l'utilisation de la torture par les forces de police et les conditions de détentions des prisonniers politiques. Quand son mari est à son tour détenu en vertu des lois d'apartheid sur la sécurité intérieure, elle a lancé avec succès une action devant la justice sud-africaine pour empêcher la police de recourir à des méthodes d'interrogation illégales contre lui.
En 1973, elle gagne le droit pour les détenus emprisonnés à Robben Island, dont Nelson Mandela, d'avoir accès à leurs avocats. Elle poursuit parallèlement ses études de droit qu'elle complète à la faculté de droit de Harvard, obtenant un LLM en 1982 et un doctorat en sciences juridiques en 1988 dans le programme d'élite SJD à Harvard.
Par ailleurs, elle cofonde le Bureau de conseil pour les victimes de viol et dirige un abri pour les victimes de violence domestique. En 1992, elle a cofondé le groupe international pour les droits de la femme Equality Now. Comme membre de la Coalition nationale de la femme, elle a contribué à l'inclusion dans la Constitution sud-africaine de 1996 d'une clause d'égalité interdisant la discrimination au motif de la race, de la religion et de l'orientation sexuelle.
En 1995, l'année suivant l'accession au pouvoir du Congrès national africain (ANC), elle est nommée par Nelson Mandela pour être la première femme de couleur à la Cour suprême de l'Afrique du Sud. « La première fois que je suis entrée dans le bureau d'un juge, c'était dans le mien » a-t-elle noté.

### Carrière internationale
Son passage à la Cour suprême fut bref car la même année, elle fut élue par l'Assemblée générale des Nations unies pour être juge au Tribunal pénal international pour le Rwanda (TPIR). Elle y est restée huit ans, dont quatre comme présidente. Elle fut la seule femme juge pendant les quatre premières années du tribunal.
Elle s'est distinguée lors de son mandat au TPIR  dans le procès exemplaire de Jean-Paul Akayesu, qui a établi que le viol et les agressions sexuelles pouvaient constituer des actes de génocide. Navanethem Pillay a déclaré dans un entretien : « De toute éternité, le viol a été considéré comme un butin de guerre. Maintenant on le considérera comme un crime de guerre. Nous voulons donner un signal fort que le viol n'est plus un trophée de guerre. »
En février 2003, elle a été élue pour faire partie des juges de la première Cour pénale internationale et a été nommée à la Division des Appels. Élue pour un mandat de six ans, elle a démissionné en août 2008 pour prendre ses fonctions au Haut-Commissariat aux droits de l'homme de l'ONU.
Le 24 juillet 2008, le secrétaire général de l'ONU Ban Ki-moon a proposé la candidature de Navanethem Pillay pour succéder à Louise Arbour comme haut-commissaire aux droits de l’homme. Les États-Unis auraient pu faire obstacle à sa nomination à cause de ses avis[Lesquels ?] sur l'avortement et d'autres questions, mais ont finalement abandonné leur opposition. Lors d'une réunion spéciale, le 28 juillet 2008, l'Assemblée générale de l'ONU a confirmé sa nomination par consensus. Son mandat de quatre ans a commencé le 1er septembre 2008. Navanethem Pillay a déclaré que le Haut-commissaire était la voix de la victime en tous lieux. Elle a aussi signé un document de l'ONU intitulé « Born Free and Equal », sur l'orientation sexuelle et sur l'identité sexuelle, relatif au droit international des droits de l'homme en 2012.

## Prises de positions
En octobre 2010, après l'attribution du prix Nobel de la paix au Chinois Liu Xiaobo, Navi Pillay déclare : «  Liu Xiaobo est évidemment un défenseur majeur des droits de l'homme ». Navi Pillay précise : «  Des militants comme Liu Xiaobo peuvent contribuer de façon importante au développement de la Chine ».
En ne condamnant pas le Hamas lorsqu'il met fin au cessez-le-feu humanitaire lors de l'opération Bordure protectrice, elle s'attire les critiques de l'ONG UN Watch, qui considère que Pillay n'adopte pas une position neutre mais ouvertement anti-israélienne, et déclare qu'elle est une « imposture »[citation nécessaire]. Alors que Navi Pillay organise une enquête onusienne sur de potentiels crimes de guerre commis par Israël lors de l'opération Bordure protectrice, la liste des enquêteurs, communiquée le 11 août 2014, se trouve être composé exclusivement d'opposants à Israël[réf. nécessaire], ce qui remet en question la crédibilité l'enquête. Sur son compte Twitter, le ministre canadien des Affaires étrangères a exprimé son indignation quant à la composition de cette commission : « Le Conseil des droits de l’Homme des Nations unies continue d’être un trompe-l’œil pour faire avancer les droits de l’homme. L’annonce d’aujourd’hui relative à la composition des membres chargés d’enquêter à Gaza est révélatrice de la partialité de cette commission ».

## Prix et récompenses
- 2003 : prix Gruber pour les droits de la femme[9]
- 2012 : docteur honoris causa de l'université de Genève[10]
- 2013 : docteur honoris causa de l'université de Fribourg[11]